# Chrysobalanaceae
Chrysobalanaceae nom. cons., porodica biljaka dvosupnica (grmovi i stabla) u redu Malpighiales koja se satoji od 27 rodova. Ime je dobila po rodu ikako (Chrysobalanus) a raširena je u tropsdkim predjelima Sjeverne i Južne Amerike, tropskoj Africi (uključujući Madagaskar), jugoistočnoj Aziji i krajnjem sjeveru Australije.
Cronquist (1988) ju je smjestio u red Rosales i podrazred Rosidae; Takhtajan isto u podrazred Rosidae i preciznije u nadred Rosanae; Robert F. Thorne. 1992. u nadred Dillenianae, red Dilleniales i podred Theineae.
U red Malpighiales klasificirana je po APG sustavu 1998.

## Rodovi
1. Acioa Aubl.
2. Afrolicania Mildbr.
3. Angelesia Korth.
4. Atuna Raf.
5. Bafodeya Prance ex F.White
6. Chrysobalanus L.
7. Cordillera Sothers & Prance
8. Couepia Aubl.
9. Dactyladenia Welw.
10. Exellodendron Prance
11. Gaulettia Sothers & Prance
12. Geobalanus Small
13. Grangeria Comm. ex Juss.
14. Hirtella L.
15. Hunga Prance
16. Hymenopus (Benth.) Sothers & Prance
17. Kostermanthus Prance
18. Leptobalanus (Benth.) Sothers & Prance
19. Licania Aubl.
20. Magnistipula Engl.
21. Maranthes Blume
22. Microdesmia (Benth.) Sothers & Prance
23. Moquilea Aubl.
24. Neocarya (DC.) Prance ex F.White
25. Parastemon A.DC.
26. Parinari Aubl.
27. Parinariopsis (Huber) Sothers & Prance

## Galerija
- Couepia grandiflora
- Atuna racemosa
- Hirtella gracilipes
- Parinari leontopitheci
- Parastemon urophyllus